# Cottus haemusi
Cottus haemusi är en fiskart som beskrevs av Marinov och Dikov, 1986. Cottus haemusi ingår i släktet Cottus och familjen simpor. Inga underarter finns listade i Catalogue of Life.
Fisken blir upp till 100 mm lång. Analfenan har vanligen 14 till 15 strålar. Cottus haemusi har två ryggfenor och i den andra finns 17 till 19 strålar. Sidolinjeorganet syns tydligt. Arten har inga punkter på kroppen.
Arten förekommer endemisk i floden Beli Vit och i angränsande vattendrag i norra Bulgarien som avvattnar mot Donau. Fisken har antagligen samma levnadssätt som stensimpan.
Inget är känt angående populationens storlek och möjliga hot. IUCN kategoriserar arten globalt som otillräckligt studerad.